# Івановська 1-а
Іва́новська 1-а (рос. Ивановская 1-я) — присілок у складі Афанасьєвського району Кіровської області, Росія. Входить до складу Ічетовкінського сільського поселення.
Населення становить 24 особи (2010, 25 у 2002).
Національний склад станом на 2002 рік — росіяни 100 %.